# Castillejo de Huebra
Castillejo de Huebra es una ganadería brava española, fundada en 1987 por José Manuel Sánchez García-Torres. En sus orígenes estuvo formada con ganado de Veragua y Vega-Villar hasta que se año fue comprada por su fundador, eliminando el ganado anterior y formándola con reses de Murube-Urquijo. La camada principal pasta en la finca “Santa María”, situada en la localidad cacereña de Moraleja; el resto del ganado lo hace en la finca salmantina de “Agustínez”, en San Muñoz, y en la también finca cacereña de “Zamarril”, situada en Portaje. La ganadería está inscrita en la Unión de Criadores de Toros de Lidia.

## Origen e historia de la ganadería
En 1910 el ganadero de El Escorial José Vega realizó un cruce de 40 vacas compradas al Duque de Veragua y un semental de Santa Coloma, de la rama ibarreña. Este será el origen del encaste Vega-Villar, ya que en 1914 traspasó la ganadería a los hermanos Victorio y Francisco Villar, forjadores del encaste homónimo. Francisco Villar vendió su parte a Arturo Sánchez Cobaleda en 1928 y, después de su muerte en 1942, pasó años después a sus hijos correspondiendo uno de esos lotes a su hija Pilar Sánchez Cobaleda; la anunció como Salamanca, y tras su fallecimiento, pasará a los actuales propietarios. Tras 32 años de historia, en el año 2015 debutó por primera vez en la plaza de toros de Salamanca, en un mano a mano lidiado por Javier Castaño y Eduardo Gallo.
José Manuel Sánchez García-Torres compró en 1987 la vieja ganadería de Félix Cameno a los hermanos Lozano, que estaba formada con ganado de Murube. Eliminó todo el ganado Vega-Villar de la ganadería adquirida de Pilar Sánchez Cobaleda y le añadió el ganado murubeño de los Lozano, formando de esta manera la actual ganadería de Castillejo de Huebra.

## Características
La ganadería está formada por toros de procedencia Murube-Urquijo. Atienden en sus características zootécnicas las que recoge como propias el Ministerio del Interior:
- Toros con gran volumen corporal, con cabeza grande, carifoscos, destacando perfil cefálico subconvexo o recto, con hocico chato y ancho. Son anchos y profundos de tórax, bien enmorrillados, la papada alcanza bastante desarrollo, son badanudos y de mucho hueso, con borlón de la cola abundante.[9]
- Predominan las encornaduras brochas o en corona, de desarrollo medio, de coloración blanquecina o negruzca.[10]
- Los ejemplares son generalmente de pinta negra y excepcionalmente pueden darse algunos castaños y tostados. Los accidentales son bastante limitados, fundamentalmente el bragado, meano, listón y, a veces, chorreado.